# A Single Rider
A Single Rider (hangul 싱글라이더, Sing-geul Ra-i-deo) és una pel·lícula dramàtica de Corea del Sud del 2017 protagonitzada. Lee Byung-hun i Gong Hyo-jin. La pel·lícula es va estrenar el 22 de febrer de 2017. Coproduïda i distribuïda per Warner Bros., va suposar el debut com a director de Lee Joo-young.

## Argument
El prometedor gestor de fons Kang Jae-hoon es troba a la vora de la desesperació quan la seva empresa fa fallida. Decideix fer un viatge impulsiu a Austràlia per visitar la seva dona, Soo-jin, i el seu fill Jin-woo. En arribar, Jae-hoon veu que viuen feliços sense ell i comença a sospitar de la relació afectuosa de Soo-jin amb la seva veïna, Kris. Sorprès per la situació, Jae-hoon decideix mirar-los des de la distància, només per enfrontar-se a una veritat impactant que va en contra del que ell representa.

## Repartiment
- Lee Byung-hun com a Kang Jae-hoon
- Gong Hyo-jin com a Lee Soo-jin
- Ahn So-hee com Ji-na / Yoo Jin-ah
- Jack Campbell com a Kris
- Yang Yoo-jin com Kang Jin-woo
- Annika Whiteley com a Lucy
- Kei Ekland com a àvia
- Baek Soo-jang com a In-ho
- Choi Joon-young com a Javi
- Lee Seung-ha com a Amy
- Leeanna Walsman com a Stella
- Benedict Hardie com el Sr. Harbour
- Kim Hak-sun com a director general
- James Wright com a personal de l'estació central
- John Harding com a policia australià
- Dylan Hayes com a policia australià
- Celia Kelly com a infermera
- Lea Riley com a personal de l'audició
- Keith Thomas com a jutge d'audició
- Andrew Doyle com a jutge d'audició

## Premis i nominacions
| Any  | Premi                        | Categoria              | Receptor       | Resultats |
| ---- | ---------------------------- | ---------------------- | -------------- | --------- |
| 2017 | 53ns Baeksang Arts Awards    | Millor director novell | Lee Joo-young  | Nominat   |
| 2017 | 13ns JIMFF Awards            | JIMFF Star Award       | Ahn So-hee     | Guanyador |
| 2017 | 26s Buil Film Awards         | Millor director novell | Lee Joo-young  | Nominat   |
| 2017 | 54ns Grand Bell Awards       | Millor música          | A Single Rider | Nominat   |
| 2017 | 38ns Blue Dragon Film Awards | Millor director novell | Lee Joo-young  | Nominat   |
| 2017 | 38ns Blue Dragon Film Awards | Millor guió            | Lee Joo-young  | Nominat   |
| 2017 | 38ns Blue Dragon Film Awards | Millor música          | A Single Rider | Nominat   |